# Bludný balvan Tõllukivi
Bludný balvan Tõllukivi, nazývaný také Orjaku kivi či Suure Tõllu kivi, je velký bludný balvan v katastrálním území vesnice Orjaku v kraji Hiiumaa v Estonsku. Balvan se nachází na pevnině ostrova Hiiumaa v mokřadu mezi zálivem Jausa (Jausa laht) a zátokou Käina (Käina Laht) na pobřeží Baltského moře v Přírodním parku Zátoka Käina - Kassari (Käina lahe – Kassari maastikukaitseala).

## Historie, geologie a popis
Blubný balvan Tõllukivi byl do oblasti tranportován zaniklým ledovcem z Finska v době ledové. Bludný balvan je porostlý lišejníkem a je přístupný z dřevěné stezky po žebříku. Od roku 2003 je vyhlášený jako estonská národní přírodní památka. Délkové rozměry balvanu jsou 4,3×4×2 m a největší obvod cca 13,3 m. K balvanu se také vztahuje místní legenda o dvou bratřích a stavbě kostela.

## Galerie

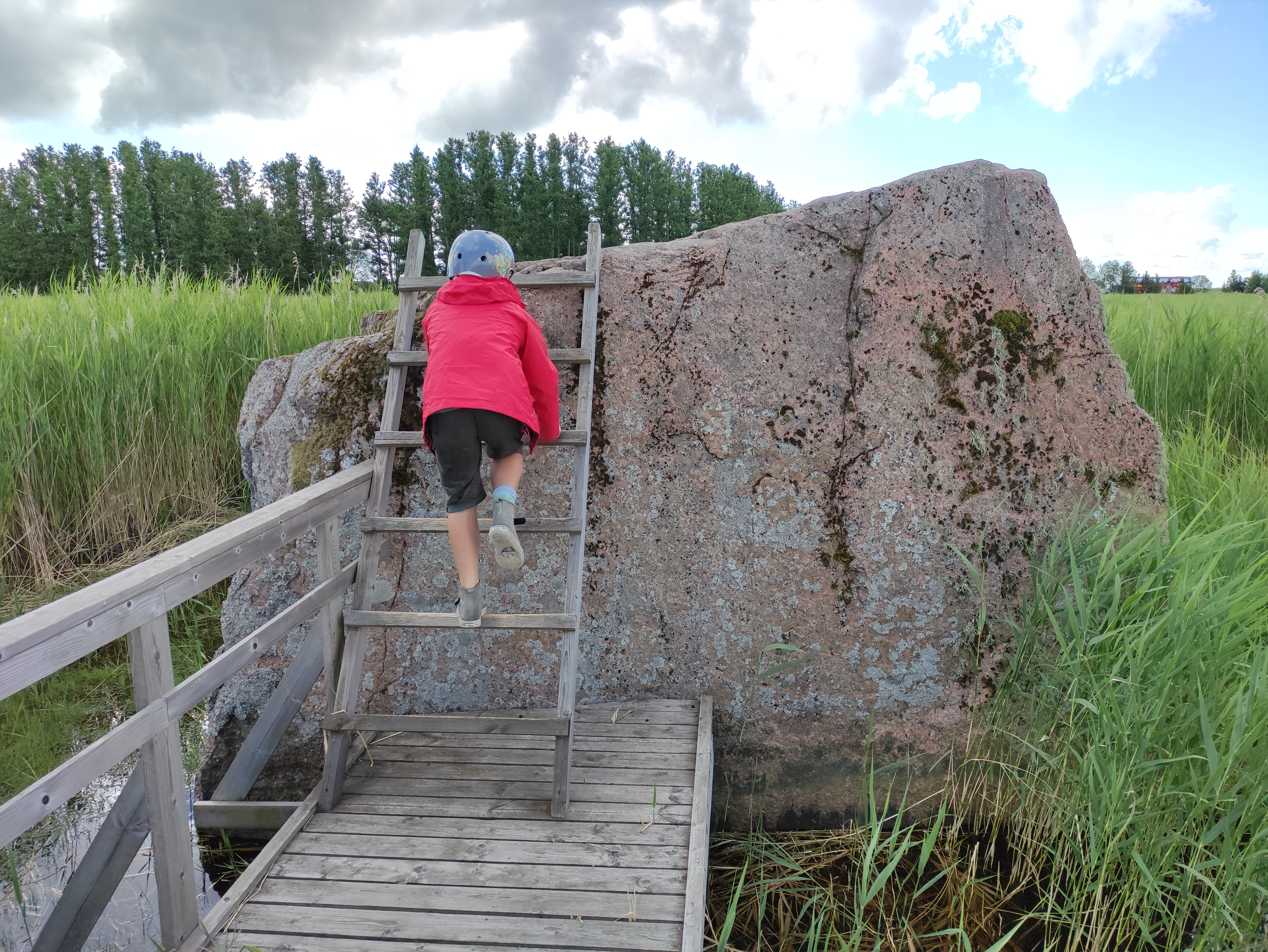

## Další informace
Blubný balvan Tõllukivi leží na okružní Naučná stezce Orjaku (Orjaku õpperada), je nedaleko ptačí pozorovatelny Silmakare (Silmakare linnuvaatlusplatvorm) a je celoročně volně a bezbarierově přístupný.